# 岩倉具詮
岩倉 具詮（いわくら ともあき）は、江戸時代前期の公卿。村上源氏久我家の分家の岩倉家第3代当主。おもに後光明天皇（110代）から霊元天皇（112代）の3代にわたって仕え、従二位参議まで昇った。

## 経歴
権中納言岩倉具起の子。母は右近衛少将小倉季藤の娘。はじめ具家と名乗った。寛永9年（1632年）に叙爵。寛永16年（1639年）に元服。その後、侍従・右近衛少将・右近衛中将を経て万治2年（1659年）に従三位となり、公卿に列する。寛文5年（1665年）正三位に昇進したのを機に具詮と改名。寛文6年（1666年）に参議となるも翌年には辞職し、延宝5年（1677年）には従二位となった。
従兄弟千種有維の子（岩倉乗具）を養子に迎えて家督を譲った。明治維新の功臣岩倉具視は子孫にあたる。

## 系譜
- 父：岩倉具起
- 母：小倉季藤の娘
- 妻：不詳
  - 男子：岩倉具成（1668-1680）
  - 養子：岩倉乗具（実父は千種有維）